# Elisabeth Vrba

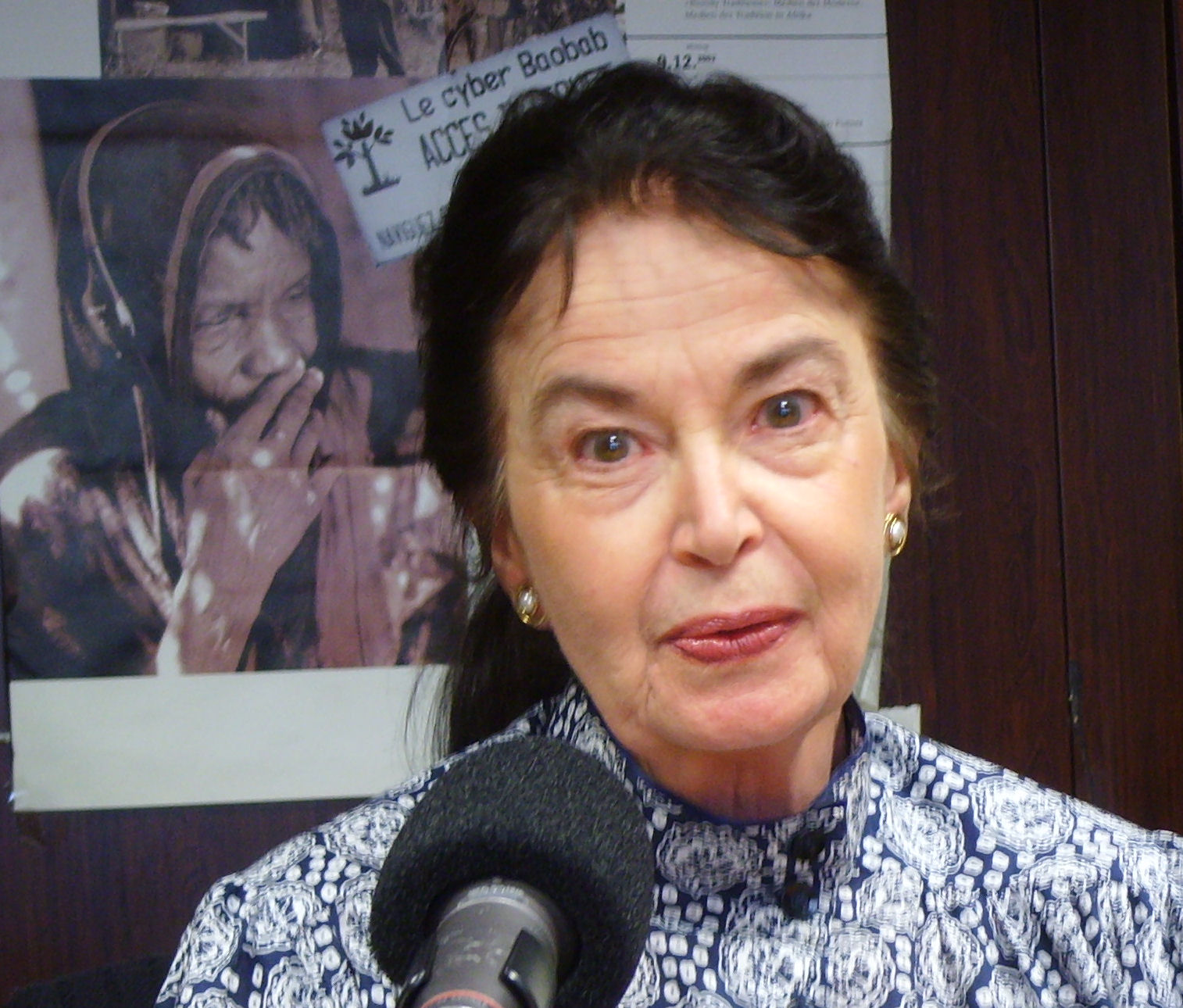
Elisabeth Vrba, 2009

Elisabeth Vrba (* 27. Mai 1942 in Hamburg; † 5. Februar 2025 in New Haven, Connecticut) war eine südafrikanisch-US-amerikanische Paläontologin und Professorin für Geologie und Geophysik an der Yale University in New Haven (Connecticut). International bekannt wurde sie 1980 durch eine Fachveröffentlichung im South African Journal of Science. In dieser Publikation griff sie in eine seit Anfang der 1970er-Jahre geführte Debatte zur Evolutionstheorie zwischen Vertretern des Gradualismus und des Punktualismus zugunsten des Punktualismus ein und formulierte zugleich erstmals die heute allgemein bekannte Hypothese, dass Klimaveränderungen vor 2,5 bis 2 Millionen Jahren in Afrika zu einem beschleunigten „Artenwandel“ führten. Ihre vor allem durch Studien an fossilen Antilopen gestützte Hypothese strahlte rasch aus auf die Erforschung der Stammesgeschichte des Menschen, da in dieser Epoche – dem Übergang von Pliozän zum Pleistozän – in Afrika auch die Gattung Homo aus der Gattung Australopithecus hervorging.
Gemeinsam mit Stephen Jay Gould entwickelte Elisabeth Vrba 1982 in Abgrenzung zur Adaptation das Konzept der Exaptation.

## Werdegang
Elisabeth Vrba wurde in Hamburg geboren. Sie war zwei Jahre alt, als ihre Mutter mit ihr nach Südwestafrika auswanderte, nachdem ihr Vater – ein Professor für Rechtswissenschaften – auf See gefallen war. In Südwestafrika lebte bereits eine Schwester ihrer Mutter. Dort heiratete ihre Mutter in zweiter Ehe einen Schafzüchter, der eine qualifizierte Ausbildung von Mädchen als nutzlos empfand. Elisabeth konnte dennoch ihren Wunsch durchsetzen, eine High School zu besuchen und später in Südafrika die Universität Kapstadt. Dort erwarb sie 1964 den Bachelor-Grad für Mathematische Statistik und 1965 für Zoologie. Danach wechselte Vrba für ein Jahr ans Zoologische Institut der Witwatersrand-Universität in Johannesburg, und von 1967 bis 1968 unterrichtete sie High-School-Schüler des St. Alban’s College in Pretoria. 1967 heiratete sie ihren Mann George.
Von 1969 bis 1972 arbeitete Elisabeth Vrba – zunächst unentgeltlich – als Sachverständige für das Transvaal Museum in Pretoria. Dort hatte dessen langjähriger Leiter, Charles Kimberlin Brain (1931–2023), eine große Sammlung von Überresten fossiler Antilopen zusammengetragen, die von anhängendem Gestein gereinigt und sortiert werden mussten. Im Verlauf ihrer darauf aufbauenden Doktorarbeit erkannte sie, dass Antilopen – anders als die meisten anderen Wirbeltiere – ein markantes Merkmal besitzen, aus dem ihre Zugehörigkeit zu einer bestimmten Art abgeleitet werden kann: Während männliche und weibliche Tiere vieler Arten einander beispielsweise anhand ihres Verhaltens, ihres Federkleids oder ihrer Fellfarbe erkennen (an Merkmalen, die nicht fossil überliefert werden), erkennen sich die Angehörigen einer Antilopen-Art an der Gestalt ihrer Hörner. Das Wissen darüber war der Grundstein ihrer ab 1980 formulierten Überlegungen zu den Mechanismen der Evolution. Ihre hierdurch entstandene internationale Bekanntheit führte dazu, dass ihr 1982 in Südafrika der Star Woman of the Year Award (sinngemäß: berufstätige Frau des Jahres) zuerkannt wurde.
Von 1973 bis 1986 leitete Vrba die Abteilung für Paläontologie und Paläoanthropologie des Transvaal Museums; 1975 erwarb sie an der Universität Kapstadt den Doktorgrad im Fachgebiet Zoologie/Paläontologie. Von 1976 bis 1986 leitete sie Ausgrabungsprojekte an der Australopithecinen-Fundstätte von Kromdraai sowie bei Broederstroom in der südafrikanischen Nordwest-Provinz. Von 1977 bis 1986 war sie zugleich stellvertretende Direktorin des Museums.
1986 wechselte sie auf eine Professur für Geologie und Geophysik der Yale University und unterrichtete ab 1987 zugleich im Fachgebiet Biologie. Ebenfalls ab 1987 war sie als Kuratorin für Wirbeltier-Paläontologie und Osteologie am universitätseigenen Peabody Museum of Natural History tätig.
Am 5. Februar 2025 starb Elisabeth Vrba im Alter von 82 Jahren an den Folgen eines Sturzes.

## Forschungsthemen

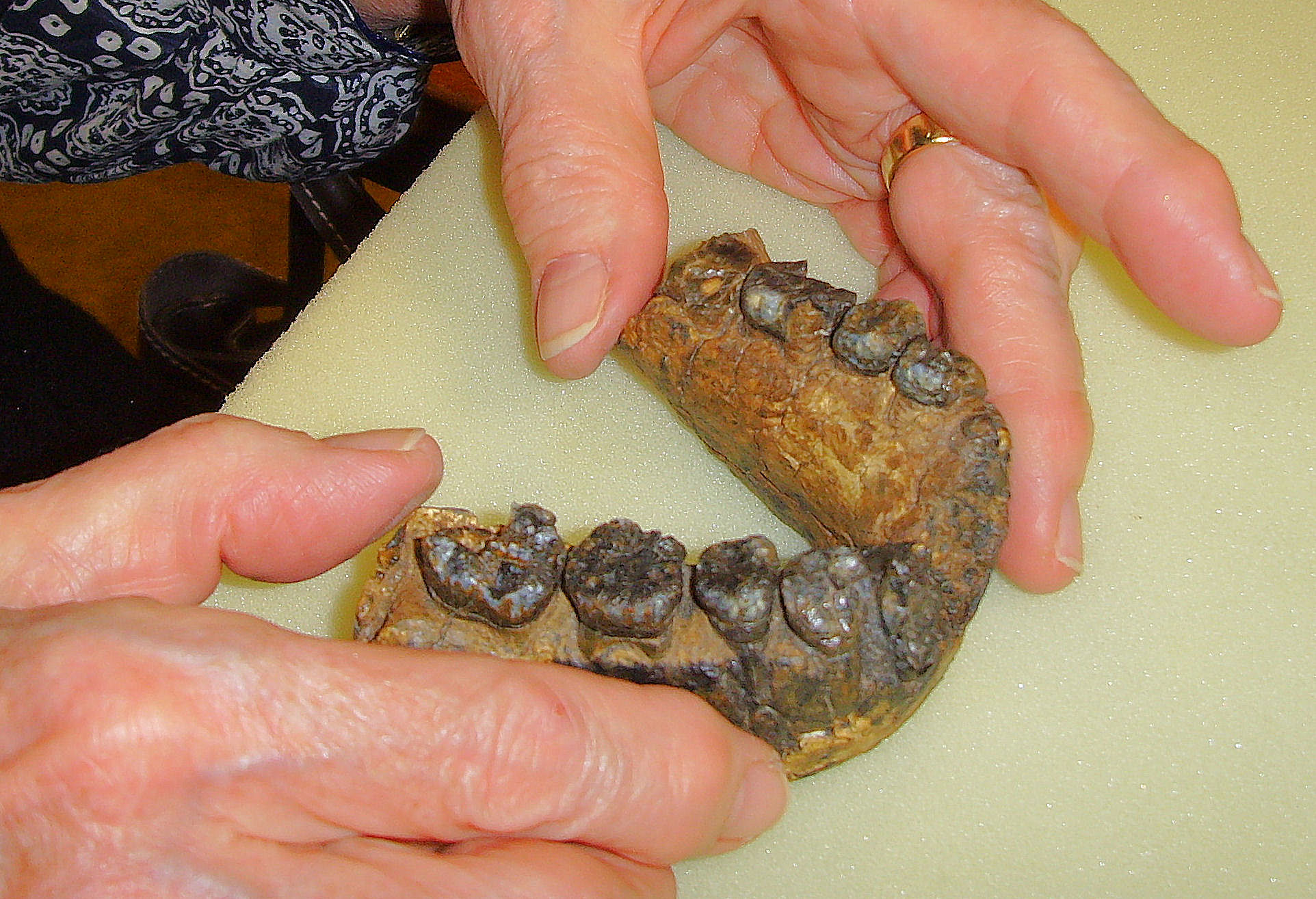
UR 501 (Original), das zweitälteste bekannte Fossil der Gattung Homo, in den Händen von Elisabeth Vrba

Zunächst publizierte sie (1968) über Fischschädel. Nachdem Elisabeth Vrba 1969 mit der Zuordnung von Antilopen-Fossilien zu bestimmten Arten begonnen hatte, fiel ihr auf, dass die seinerzeit übliche Definition von evolutionärem Erfolg auf die Antilopen nicht anwendbar war: Als erfolgreich galten jene Chronospezies, die sich – wie die Gnus – in besonders viele Nachfolge-Arten aufgespalten hatten. Vrba stellte demgegenüber fest, dass viele Gnu-Arten bereits eine Million Jahre nach ihrem ersten Auftreten wieder ausgestorben waren, während beispielsweise fossile Verwandte der Impalas vier Millionen Jahre existierten und in dieser Zeit nur wenige Nachfolge-Arten aus ihnen hervorgingen. Gemeinsam mit einem Kollegen konnte Vrba zudem nachweisen, dass auch unter den im Kruger-Nationalpark lebenden rezenten Antilopen die evolutionär angeblich weniger erfolgreichen Impalas sehr viel häufiger vorkamen als die Gnus der diversen Arten. Zugleich fiel ihr auf, dass Gnus spezialisiert sind auf die Gräser in trockenen, offenen Savannen, während Impalas sowohl Savannen als auch bewaldete Flächen besiedeln. Hieraus leitete sie ab, dass Nahrungsspezialisten empfindlicher auf Klimaänderungen in ihrer Umwelt reagieren als Generalisten und daher einerseits darauf rascher im Sinne eines Artenwandels reagieren können, andererseits aber auch dem höheren Risiko des Aussterbens ausgesetzt sind. Ihre 1980 im South African Journal of Science publizierten Daten und Überlegungen trugen der bis dahin international nicht beachteten Forscherin Einladungen zu Fachvorträgen an zahlreichen renommierten Universitäten ein, u. a. nach Harvard, Oxford und Cambridge.
Da Elisabeth Vrba inzwischen auch die paläoanthropologische Sammlung des Transvaal Museums und Ausgrabungen in Kromdraai leitete (wo Robert Broom 1938 das erste Fossil von Paranthropus robustus entdeckt hatte), fielen ihr Parallelen der Entwicklungsgeschichte von Antilopen und Hominini auf: Zur gleichen Zeit, als sich vor rund 5 Millionen und dann erneut vor 2,5 bis 2 Millionen Jahren die Artenzusammensetzung der Antilopen rasch änderte, gab es entscheidende Änderungen in der Artenzusammensetzung bei den Menschenaffen. Zunächst trennten sich die Entwicklungslinien der Schimpansen und der Hominini; vor 2,5 Millionen Jahren kam es zum Übergang von den „grazilen“ Australopithecinen zu den „robusten“ Australopithecinen der Gattung Paranthropus und parallel dazu zum Übergang von den „grazilen“ Australopithecinen zur Gattung Homo. Vrba führte diese Veränderungen im Sinne einer adaptiven Radiation auf klimatische Veränderungen in Afrika zurück; dies leitete sie ab aus der Analyse von fossilen Antilopenzähnen, deren Beschaffenheit zuvor auf einen Aufenthalt in feuchten Waldgebieten (mit weichen Blättern als Nahrung) und danach in trockenem Grasland (mit weniger weicher Nahrung) schließen ließ. Paläoklimatologische Analysen bestätigten später, dass die Schließung der Landbrücke zwischen Nord- und Südamerika zu einer Umlenkung von Meeresströmungen und vor rund 2,5 Millionen Jahren zu einer Abkühlung in Afrika geführt haben (vergl. Känozoisches Eiszeitalter). Seinerzeit wurde Afrika trockener und die Regenwaldflächen gingen zurück.
Ihre Deutung der Ursachen für den Artenwandel wurde im englischen Sprachraum bekannt unter der Bezeichnung „turn-over pulse“-Hypothese (etwa: Hypothese über die Ursachen, die den Anstoß zur Veränderung geben). 1992 verknüpfte sie diese Hypothese mit weiteren ökologischen Evolutionsfaktoren zu einer Habitat-Theorie der Makroevolution. Diese ergänzt das Wettbewerbs-Paradigma („Survival of the Fittest“), dem zufolge einzelne Arten allmählich von anderen Arten bis hin zum Aussterben verdrängt werden. Der Habitat-Theorie zufolge sind es vor allem dramatische Umweltveränderungen, die den Anstoß geben sowohl zu einer raschen Anpassung – und hierdurch zum raschen Entstehen neuer Arten – als auch zu einem raschen Verschwinden bestehender Arten.

## Rezeption
Der Schriftsteller Bruce Chatwin untersucht in Traumpfade die Songlines der Aboriginals, der Ureinwohner Australiens. Dabei stellt er sich unter anderem die Frage, warum Menschen einander töten und warum sie zu Kannibalismus fähig sind. Seine Überlegungen lassen ihn das Thema Evolution des Menschen aufgreifen, das er in Begegnungen mit einigen anerkannten Paläontologen diskutiert hatte. Darunter waren der bereits erwähnte Südafrikaner Charles Kimberlin Brain und Elisabeth Vrba, beide vom Transvaal Museum in Pretoria. In literarischer und teils ironisierender Form gibt Chatwin sowohl das Konzept des Punktualismus – im Begriff des Sprungs – der evolutionsbiologisch forschenden Paläontologin Vrba wieder, als auch ihre Betonung des Klimas und des Klimawandels für die Evolution, d. h. für die Ausbildung oder das Verschwinden von Arten und also für die Artenzusammensetzung.
Chatwin notiert in Traumpfade: „Ein Nachmittag mit Dr. Elizabeth Vrba, einer Paläontologin und Brains erste Assistentin – und eine faszinierende Erzählerin.“ Und in demselben Abschnitt: „Elizabeth Vrba zeigte mir, wie die drei Formen des Australopithecus drei Stadien einer Evolutionskette darstellen und wie sie immer größer und muskulöser werden als Reaktion auf Lebensbedingungen in einem zunehmend trockeneren und ungeschützteren Gebiet.“
„Es ist unsinnig, fuhr Dr. Vrba fort, das Erscheinen des Menschen in einem Vakuum zu untersuchen, ohne gleichzeitig das Schicksal anderer Arten in demselben Zeitraum zu berücksichtigen. Tatsächlich fand vor etwa zweieinhalb Millionen Jahren, zur selben Zeit als der Mensch seinen gewaltigen »Sprung« machte, eine »ungeheure Umwälzung der verschiedenen Spezies« statt.“

## Schriften (Auswahl)
- Role of Environmental Stimuli in Hominid Origins. In: W. Henke, H. Rothe, I. Tattersall (Hrsg.): Handbook of Palaeoanthropology, Vol. 3: Phylogeny of Hominines. Springer-Verlag, New York 2006, S. 1–41.
- mit David DeGusta: Do species populations really start small? New perspectives from the Late Neogene fossil record of African mammals. In: Philosophical Transactions of the Royal Society Lond. B. Band 359, 2004, S. 285–293, JSTOR:4142180.
- Climate, heterochrony, and human evolution. In: Journal of Anthropological Research. Band 52, Nr. 1, 1996, S. 1–28, doi:10.1086/jar.52.1.3630234.
- mit G. H. Denton, T. C. Partridge, L. H. Burckle (Hrsg.): Paleoclimate and Evolution with emphasis on Human Origins. Yale University Press, New Haven, Connecticut, 1995.
- Mammals as a key to evolutionary theory. Plenary Keynote Address, 70th Congress of American Society of Mammalogists, June 1990, Frostburg, Maryland. In: Journal of Mammalogy. Band 73, Nr. 1, 1992, S. 1–28.
- Environment and evolution: alternative causes of the temporal distribution of evolutionary events. In: South African Journal of Science. Band 81, Nr. 5, 1985, S. 229–236.

## Belege
1. ↑  Telmo Pievani: Obituary: Elisabeth Vrba, the musketeer of macroevolution. In: Pikaia. 15. Februar 2025, abgerufen am 18. Februar 2025 (englisch).
2. ↑  Artikel Vrba, Elisabeth. In: Elizabeth H. Oakes: Encyclopedia of World Scientists. Infobase Publishing, 2007, S. 744 (Digitalisat.)
3. ↑   Elisabeth S. Vrba: Evolution, species and fossils: how does live evolve? In: South African Journal of Science. Band 76, Nr. 2, 1980, S. 61–84. Zugang zum Volltext.
4. ↑   Elisabeth S. Vrba: The Pulse That Produced Us. In: Natural History. Nr. 5/1993, S. 47–51; Volltext. (Memento vom 7. März 2003 im Internet Archive)
5. ↑  Stephen Jay Gould, Elisabeth S. Vrba: Exaptation – a missing term in the science of form. In: Paleobiology. Band 8, Nr. 1, 1982, S. 4–15, doi:10.1017/S0094837300004310.
6. ↑  Elisabeth S. Vrba und Stephen Jay Gould: The Hierarchical Expansion of Sorting and Selection: Sorting and Selection Cannot Be Equated. In: Paleobiology. Band 12, Nr. 2, 1986, S. 217–228, JSTOR:2400492.
7. ↑  Bruce Chatwin: Traumpfade. Carl Hanser, München Wien 1990, ISBN 3-446-15526-0.
8. ↑  Bruce Chatwin: Traumpfade. Carl Hanser/Süddeutsche Zeitung, München 2004, ISBN 3-937793-28-3, S. 298.
9. 1 2  Bruce Chatwin: Traumpfade. Carl Hanser/Süddeutsche Zeitung, S. 307.
10. ↑  Bruce Chatwin: Traumpfade. Carl Hanser/Süddeutsche Zeitung, S. 314.

| Personendaten    | Personendaten                                 |
| ---------------- | --------------------------------------------- |
| NAME             | Vrba, Elisabeth                               |
| ALTERNATIVNAMEN  | Vrba, Elisabet S.                             |
| KURZBESCHREIBUNG | südafrikanisch-US-amerikanische Paläontologin |
| GEBURTSDATUM     | 27. Mai 1942                                  |
| GEBURTSORT       | Hamburg                                       |
| STERBEDATUM      | 5. Februar 2025                               |
| STERBEORT        | New Haven, Connecticut                        |